# 금일동초등학교
금일동초등학교(金日東初等學校)는 대한민국 전라남도 완도군 금일읍에 있는 공립 초등학교이다.

## 학교 연혁
- 1935년 10월 1일: 월송개량서당 설립
- 1944년 10월 1일: 금일공립국민학교 월송분교장 인가
- 1946년 11월 4일: 월송공립국민학교 인가 (개교기념일)
- 1947년 6월 30일: 금일동국민학교 개편
- 1955년 6월 20일: 금일동국민학교 다랑분교 설립 인가
- 1955년 7월 6일: 다랑분교장 개교
- 195?년 ??월 ??일: 다랑분교장 소랑국민학교 이관
- 1958년 4월 1일: 금일동국민학교 황제분교 설립 인가
- 1958년 5월 11일: 황제분교장 개교
- 19??년 ??월 ??일: 황제분교장 금일국민학교 이관
- 1992년 3월 1일: 소랑국민학교 부도분교장·소랑국민학교 섭도분교장 폐교 및 본교 통폐합, 병설유치원 1학급 인가
- 1992년 9월 1일: 소랑국민학교 분교장 격하 편입, 우도분교장·다랑분교장 편입
- 1994년 3월 1일: 다랑분교장 폐교 및 본교 통폐합
- 1996년 3월 1일: 금일동초등학교 개편
- 1997년 12월 12일: 표준학교 가꾸기 보고회
- 1998년 3월 1일: 우도분교장 폐교 및 본교 통폐합
- 2006년 9월 1일: 소랑분교장 폐교 및 본교 통폐합
- 2007년 11월 4일: 개교 60주년
- 2014년 3월 1일: 도지정 청소년 해양교육 연구학교(2/2)
- 2015년 3월 1일: 농어촌 연중행복학교 운영
- 2018년 3월 1일: 제35대 이주예 교장선생님 부임
- 2019년 2월 15일: 제72회 졸업식 6명 졸업(누계: 4,315명)
- 2019년 3월 1일: 병설유치원 2학급 편성
- 2021년 2월 4일: 병설유치원 제37회 졸업식 6명 졸업(누계: 581명)
- 2021년 3월 1일: 병설유치원 제22대 조상철 원장 부임
- 2022년 1월 11일: 제75회 졸업식 5명 졸업(누계: 4,329명)
- 2023년 1월 6일: 제76회 졸업식 9명 졸업(누계: 4,338명)
- 2023년 3월 1일: 제37대 정삼란 교장 부임

## 참고 자료
- 금일동초등학교 - 한국교육학술정보원 학교알리미